# Lajos Erős
Lajos Erős (* 28. Mai 1964 in Bonyhád) ist ein ehemaliger ungarischer Profiboxer im Schwergewicht. Er war als Amateur unter anderem Teilnehmer der Olympischen Spiele 1988 im Halbschwergewicht (Platz 5).

## Amateurkarriere
Lajos Erős begann im Alter von 13 Jahren in Bonyhád mit dem Boxsport und wechselte 1981 nach Paks. Sein größter Erfolg im Nachwuchs war der Gewinn einer Bronzemedaille im Schwergewicht bei der Junioren-Europameisterschaft 1982 in Schwerin.
1986 wurde er Ungarischer Meister im Halbschwergewicht und startete bei der Europameisterschaft 1987 in Turin, wo er im Achtelfinale gegen René Ryl ausschied. 1988 wurde er erneut Ungarischer Meister im Halbschwergewicht und nahm an den Olympischen Spielen in Seoul teil. Dort siegte er gegen Nelson Adams aus Puerto Rico, ehe er im Viertelfinale gegen den späteren US-amerikanischen Olympiasieger Andrew Maynard unterlag.
Bei der Europameisterschaft 1989 in Athen verlor er erst im Finalkampf gegen Sven Lange und wurde Vize-Europameister im Halbschwergewicht.

## Profikarriere
Er begann seine Profikarriere im Dezember 1989 und erreichte eine Bilanz von 16 Siegen, 7 Niederlagen und einem Unentschieden, ehe er am 12. Juli 1997 beim Kampf um den Europameistertitel der EBU im Schwergewicht gegen Željko Mavrović unterlag. Nach fünf weiteren Siegen konnte er am 4. Dezember 1999 in Hannover erneut um den EBU-Titel im Schwergewicht boxen, verlor jedoch gegen den Titelträger Wladimir Klitschko.